# Archie Gray (football, 2006)
Archie Gray, né le 12 mars 2006 à Durham en Angleterre, est un footballeur anglais qui évolue au poste de milieu de terrain à Tottenham Hotspur.

## Biographie

### En club

#### Leeds United
Né à Durham en Angleterre, Archie Gray est formé par le Leeds United, qu'il rejoint en 2014. Il intègre pour la première fois le groupe professionnel en décembre 2021, à seulement quinze ans, prenant place sur le banc des remplaçants pour un match face à l'Arsenal FC mais il n'entre pas en jeu.
Gray fait finalement ses débuts en professionnel le 6 août 2023, lors de la première journée de la saison 2023-2024 de Championship, la deuxième division anglaise, face à Cardiff City. Il est titularisé et les deux équipes se neutralisent (2-2 score final),.
Le 16 janvier 2024, Archie Gray prolonge son contrat avec Leeds. Il est alors lié au club jusqu'en juin 2028,.

#### Tottenham Hotspur
Le 2 juillet 2024, il s'engage avec Tottenham Hotspur pour un contrat de six ans.

### En sélection
Archie Gray compte huit sélections avec l'équipe d'Angleterre des moins de 16 ans, obtenues entre 2021 et 2022.
Gray représente ensuite les moins de 17 ans. Avec cette sélection il est notamment retenu pour participer au championnat d'Europe des moins de 17 ans en 2023. Lors de cette compétition organisée en Hongrie il joue cinq matchs et marque un but contre la Suisse, lors du match pour la cinquième place remportée par les jeunes anglais (4-2 score final).

## Statistiques
| Saison                | Club                  | Championnat           | Championnat | Championnat | Championnat | Coupe nationale | Coupe nationale | Coupe nationale | Coupe de la Ligue | Coupe de la Ligue | Coupe de la Ligue | Compétition(s) continentale(s) | Compétition(s) continentale(s) | Compétition(s) continentale(s) | Compétition(s) continentale(s) | Play-offs | Play-offs | Play-offs | Supercoupe de l'UEFA | Supercoupe de l'UEFA | Supercoupe de l'UEFA | Total | Total | Total |
| Saison                | Club                  | Division              | M.          | B.          | P.d.        | M.              | B.              | P.d.            | M.                | B.                | P.d.              | Comp.                          | M.                             | B.                             | P.d.                           | M.        | B.        | P.d.      | M.                   | B.                   | P.d.                 | M.    | B.    | P.d.  |
| 2023-2024             | Leeds United          | Championship          | 44          | 0           | 2           | 3               | 0               | 0               | 2                 | 0                 | 0                 | -                              | -                              | -                              | -                              | 3         | 0         | 0         | -                    | -                    | -                    | 52    | 0     | 2     |
| 2024-2025             | Tottenham Hotspur     | Premier League        | 27          | 0           | 0           | 2               | 0               | 0               | 5                 | 0                 | 0                 | C3                             | 10                             | 0                              | 0                              | -         | -         | -         | -                    | -                    | -                    | 44    | 0     | 0     |
| 2025-2026             | Tottenham Hotspur     | Premier League        | 1           | 0           | 0           | -               | -               | -               | -                 | -                 | -                 | C1                             | -                              | -                              | -                              | -         | -         | -         | 1                    | 0                    | 0                    | 2     | 0     | 0     |
| Sous-total            | Sous-total            | Sous-total            | 28          | 0           | 0           | 2               | 0               | 0               | 5                 | 0                 | 0                 | -                              | 10                             | 0                              | 0                              | -         | -         | -         | 1                    | 0                    | 0                    | 46    | 0     | 0     |
| Total sur la carrière | Total sur la carrière | Total sur la carrière | 72          | 0           | 2           | 5               | 0               | 0               | 7                 | 0                 | 0                 | -                              | 10                             | 0                              | 0                              | 3         | 0         | 0         | 1                    | 0                    | 0                    | 98    | 0     | 2     |

## Palmarès
Tottenham Hotspur
- Ligue Europa (1) :
  - Vainqueur en 2025[10]’[11]

### En sélection nationale
- Angleterre espoirs
  - Vainqueur du championnat d'Europe espoirs en 2025.

## Vie privée
Archie Gray est issu d'une famille de footballeurs. Son père est Andy Gray et son grand-père est Frank Gray, tous deux anciens internationaux écossais. Eddie Gray, également international écossais, est son grand-oncle.